# Саат кула (Битоля)
Саат кула (на македонска литературна норма: Саат кула) е часовниковата кула в град Битоля, Северна Македония. Построена е на Пекмез пазар срещу Йени джамия. Кулата е построена най-вероятно през 1830 година заедно с църквата „Свети Димитър“, но има предположения, че е от XVI век, макар да не е доказано дали става въпрос за една и съща кула. Часовникова кула в града се споменава за пръв път в 1664 година.
Според местна легенда кулата е построена след като османските власти събрали от околните села 60 000 яйца, които използвали в направата на мазилката, която е непокътната и до днес. Кулата е висока около 30 m, на върхът и са разположени осветени тераси с ковани огради, като кулата с часовника са видими и през нощта. Основата ѝ е квадратна със страни от по 5,8 m. Във вътрешността ѝ е изградена стълба, достигаща до горната част на кулата. Механизмът на часовника е сменен веднъж с по-нов през 1936 година от благодарност за добре поддържаните германски военни гробища след Първата световна война.
Саат кулата е символ на град Битоля. Заедно със саат кулите в Скопие, Битоля и Прилеп, е сред най-оригиналните часовникови кули в Северна Македония.